# Ischnansis serenae
Ischnansis serenae är en insektsart som beskrevs av Baccetti 1984. Ischnansis serenae ingår i släktet Ischnansis och familjen gräshoppor. Inga underarter finns listade i Catalogue of Life.